# Cecilia Bouzat
Cecilia Beatriz Bouzat (Bahía Blanca, 10 de noviembre de 1961) es una bioquímica y biofísica argentina, directora del Instituto de Investigaciones Bioquímicas de Bahía Blanca (INIBIBB), investigadora principal del Consejo Nacional de Investigaciones Científicas y Técnicas (CONICET), profesora asociada de la Universidad Nacional del Sur (UNS) en la cátedra de Farmacología II, miembro de la Academia Nacional de Ciencias y miembro de la Academia de Ciencias de América Latina.
Fue galardonada con el Premio L'Oréal-UNESCO a Mujeres en Ciencia en la edición 2014, debido a su trabajo en entender cómo funcionan los receptores cys-loop que intervienen en la comunicación entre las células cerebrales entre sí y con los músculos, lo cual puede ayudar a los tratamientos para trastornos neurológicos y neuromusculares como la enfermedad de Alzheimer.

## Trayectoria
Nació el 10 de noviembre de 1961 en Bahía Blanca, provincia de Buenos Aires, realizó sus estudios primarios en el Colegio La Inmaculada.
Se recibió de licenciada y doctora en Bioquímica por la UNS y en 1993 hizo un posdoctorado en la Clínica Mayo, de Rochester, Estados Unidos. Desde 1997 trabaja para el INIBIBB, del cual es directora.
En 2005 recibió la beca Guggenheim en Ciencias Naturales, un subsidio otorgado por la John Simon Guggenheim Memorial Foundation a profesionales avanzados, y en 2007 ganó una beca de Investigación L’Oréal- UNESCO "For Women in Science", premio entregado a las científicas que participan en proyectos de investigación ejemplares y prometedores.
En 2014 recibió el premio internacional L’Oréal-UNESCO por Latinoamérica en La Sorbona, París, Francia, junto con Segenet Kelemu (Etiopía), Kayo Inaba (Japón), Brigitte Kieffer (Francia) y Laurie Glimcher (Estados Unidos).
Según un reportaje hecho por el periódico Clarín, explicó lo que estudia en sus tareas habituales:

Una neurona libera un neurotransmisor, que se une a un receptor muy específico. Ese receptor genera una respuesta en otra neurona o en un músculo. Si el receptor que se une al neurotransmisor funciona mal porque tiene una mutación, falla toda la comunicación neuronal
Cecilia Bouzat

Por sus logros y contribuciones al conocimiento en el campo de las neurociencias fue incorporada a la Academia Nacional de Ciencias y por sus aportes profesionales en el área de la farmacología en 2020 se convirtió en miembro de la Academia de Ciencias de América Latina.
Asimismo fue elegida presidenta de la Sociedad Argentina de Investigación en Neurociencias (SAN) (2008-2009) y chair del comité regional de la International Brain Research Organization (2016-2020). Es editora asociada de la revista internacional Molecular Pharmacology.